# Saint-Julien-les-Villas

Saint-Julien-les-Villas este o comună în departamentul Aube din nord-estul Franței. În 1 ianuarie 2022 avea o populație de 6.752 de locuitori.